# Sorkifalud
Sorkifalud község Vas vármegyében, a Szombathelyi járásban. Dömötöri, Sorkikisfalud, Szentléránt és Taródháza 1939. évi egyesítéséből jött létre.

## Fekvése
Szombathelytől 17 kilométerre délkeletre fekszik, a Sorok patak mellett.

### Megközelítése
Többé-kevésbé különálló településrészei közül Dömötöri a 8442-es, Sorkikisfalud a 8703-as, Szentléránt pedig a 8702-es úton érhető el; Taródháza megközelítése csak alsóbbrendű, önkormányzati fenntartású utakon lehetséges. A két előbbi településrészt a 87 104-es számú mellékút köti össze; határszélét nyugaton érinti még, a fentieken túlmenően a 8704-es út is.
Az ország távolabbi részei irányából a 87-es vagy a 86-os főutak érintésével közelíthető meg.
A települést a hazai vasútvonalak közül a Szombathely–Nagykanizsa-vasútvonal érinti, amelynek két megállási pontja is van itt: Sorkifalud megállóhely Dömötöritől mintegy 1 kilométerre nyugatra, a 8442-es út vasúti keresztezésénél, illetve Szentléránt megállóhely, a névadó településrész nyugati szélénél.

## Nevének eredete
Nevét a Sorok patak nevéről kapta, amely mellett fekszik. A patak neve feltételezések szerint Sur vezér nevéből származik, melyhez kicsinyítő képző járult. 1943-ban változtatták meg az addigi Sorkikisfalud névalakot.

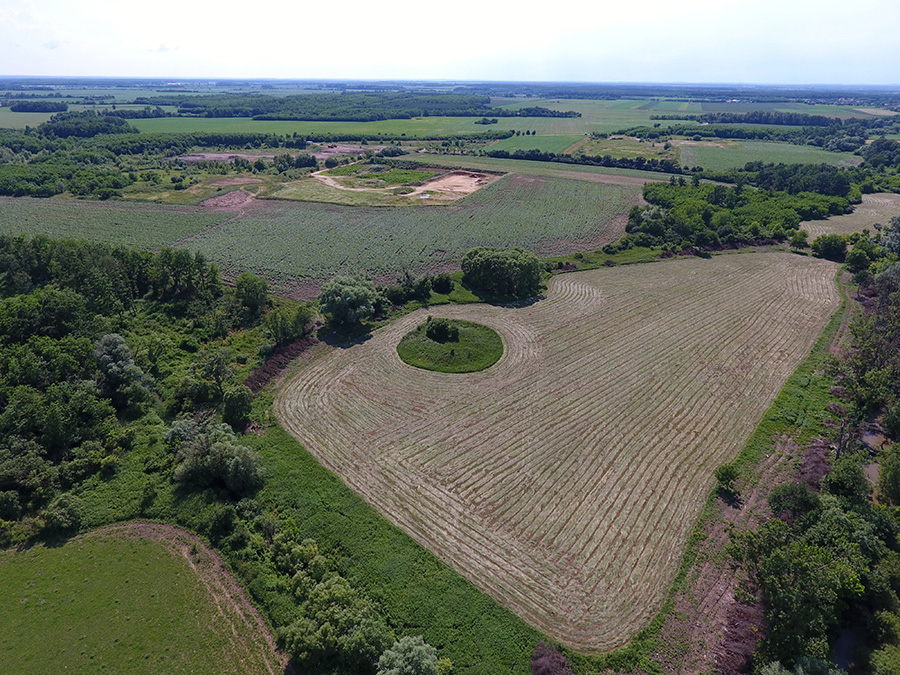
Sorkifalud, Zalak vára légi fotón

## Története
Területe már az őskorban lakott volt, ezt bizonyítja a határában megtalált három csiszolt kőbalta. A Sorok patak melletti Surk nevű birtokot 1271-ben említik először. Későbbi említései 1291-ben Surk, 1421-ben Sark, 1424-ben Soork, 1436-ban Sork alakban történnek. Köznemesi község volt.
Dömötörit 1281-ben Demwteri, Sorkikisfaludot 1424-ben Kysfalud néven említik.
Taródháza határában állt egykor Zalak falu, melynek vára is volt, csekély nyomai láthatók a Sorok partján. A várat 1269-ben IV. Béla király a Hermán nembeli Désnek adta. Első említése 1278-ban történik Locus castri in terra Zalak cum fossatis et indaginibus antiquis néven, ekkor már romos vár volt. A falut 1370-ben Zalak, 1389-ben Poss. Zathahaza al. nom. Zalak, 1418-ban Poss. Kapolna alio nomine Zalak ac poss. Thothfalu al. nom. similiter Zalak, 1453-ban Pred. Zalak alakban említik az írott források. A 15. században az Egervári és Molnári családok birtoka volt. Zalak falut 1453-ban említik utoljára.
Dömötöri 1457-ben Demeteri, 1465-ben Demethery alakban szerepel. Régen sok kisnemes lakta.
Vályi András szerint "DÖMÖTÖRI. Elegyes magyar falu Vas Vármegyében, földes Ura Egervári, és más Uraságok, lakosai katolikusok, fekszik Szent Lerántnak szomszédságában, határja síkos, földgye termékeny, réttye elég, és jó nemű, fája, legelője, erdeje is elegendő, piatzozása Kőszögön, és Szombathelyen, első Osztálybéli." 
Fényes Elek szerint "Dömötöri, magyar falu, Vas vgyében, a Sorok vize mellett, ut. p. Szombathely, 200 kath., 80 evang. lak., róna termékeny határral. Birják Gyömörey, Egerváry, Söptei, s. m."
Vas vármegye monográfiájában "Dömötöri község 53 házból és 274 magyar lakosból áll, akik vallásra nézve r. katholikusok, és ev. reformátusok. Vasúti megállóhely. Postája van, távírója Molnári. Földesurai a Söptey és Gyömörey családok voltak. Egerváry Miklós itteni kastélya már a XVII. század elejétől van a család birtokában."
Kisfaludot 1424-ben Kysfalud néven említik először. Régi kisnemesi község.
Fényes Elek szerint "Kisfalud, magyar falu, Vas vmegyében, ut. p. Szombathely, 160 kath., 40 evang. lak. Többeké." 
Vas vármegye monográfiájában "Sorki-Kisfalud, Sorokmenti nemesi község 43 házzal és 266 r. kath. és ág. ev. vallású, magyar lakossal. Postája Dömötöri, távírója Molnári. A Gussich -család innen nyerte prédikátumát."

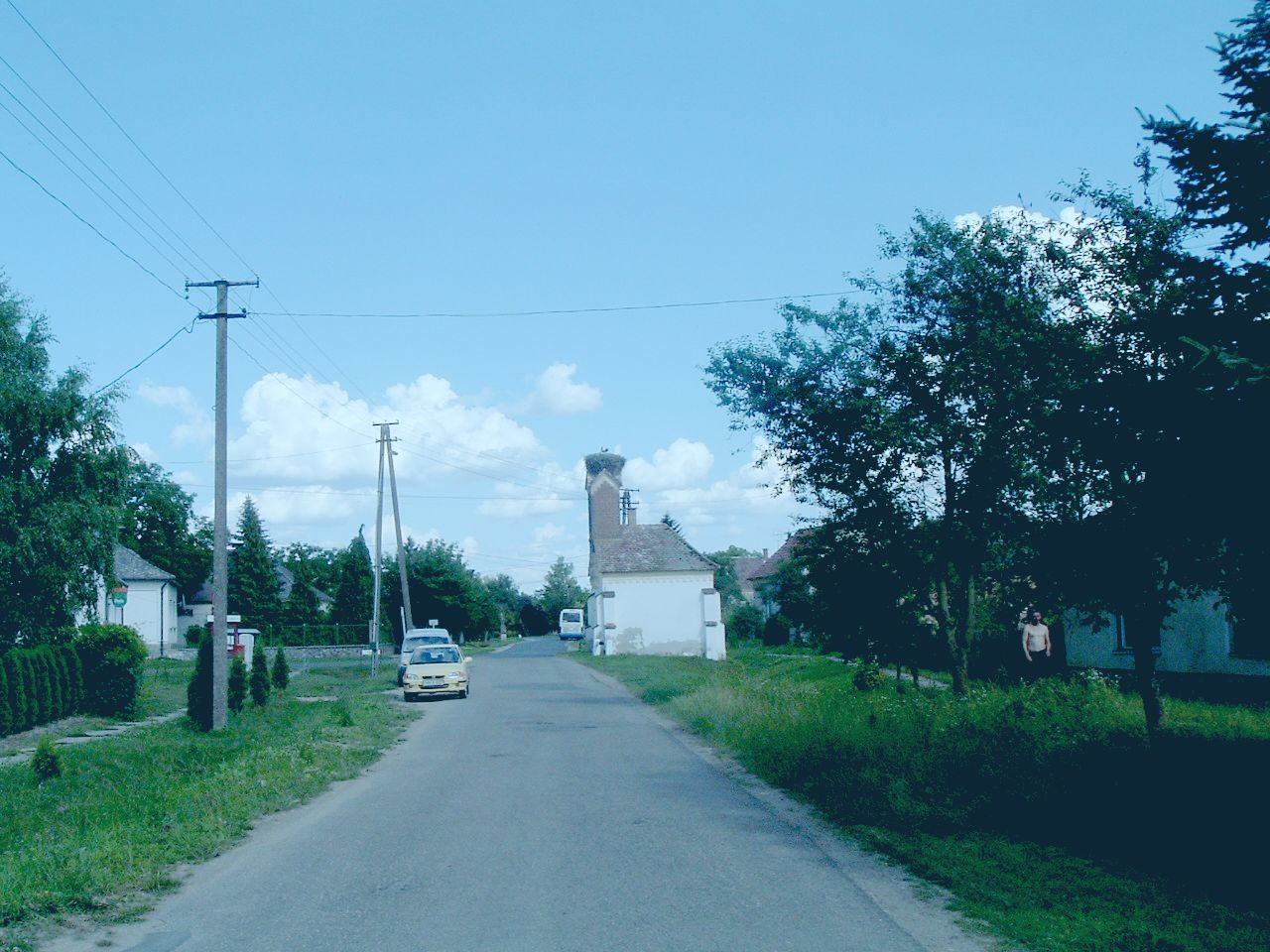
Dömötöri utcája a haranglábbal

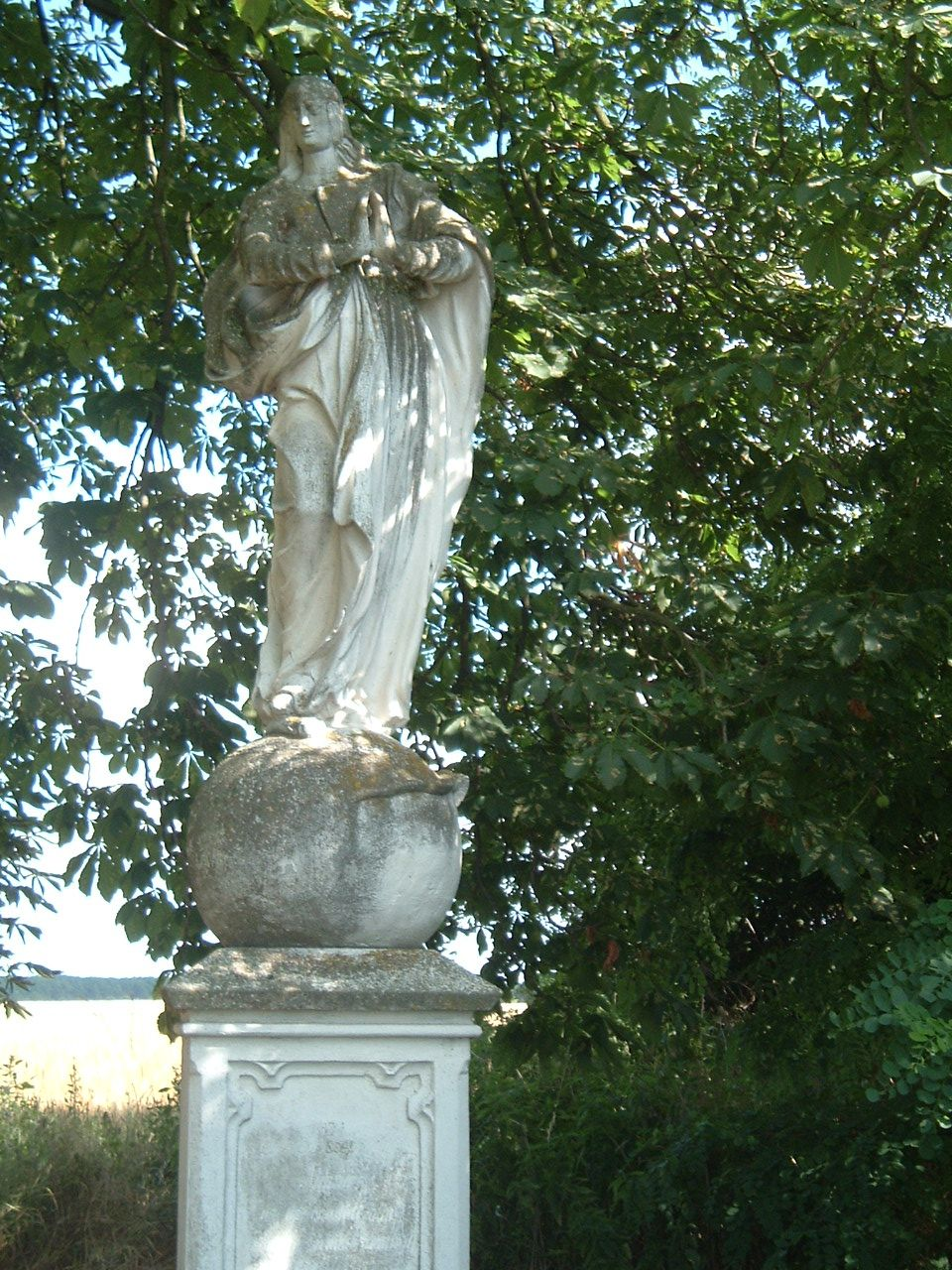
Mária-szobor a szentléránti falurészen

Szentlérántot 1332-ben Scenthloranth, 1337-ben Sanctus Leonardus, 1381-ben Zenthleonard néven említik. 1449-ben plébánosát említik Plebanus de S. Leonardo alakban. 1463-ban Zenthleranth, 1484-ben Sanctus Leonardus néven szerepel az írott forrásokban.
Vályi András szerint "SZENT LÉRÁNT. Magyar falu Vas Várm. földes Urai több Urak, lakosai katolikusok, fekszik Kisfaludnak szomszédságában; határja jól termő" 
Fényes Elek szerint "Szent-Léránt, magyar falu, Vas vmegyében, 126 kath. lak., paroch. szentegyházzal. F. u. Sümeghy és Szecsödy családok. Ut. p. Szombathely."
Vas vármegye monográfiájában "Szent-Lénárt, magyar község, 34 házzal és 283 r. kath. és ág. ev. lakossal. Postája Dömötöri, távírója Molnári. A körjegyzőség székhelye. Plébániája 1698-ban már virágzott. Földesurai voltak a Póka és a felsőőri Bertha családok. A község a Szombathelyről N.-Kanizsa felé vezető vasútvonal mentén fekszik." 
Fényes Elek szerint "Tarródháza, magyar falu, Vas vmegyében, a Sorok mellett: 103 kath. lak., kastélylyal. F. u. Kis Ignáczné. E helységre b. Mikosnak királyi adománylevele van, azon esetre, ha az Inkey család kihal. Ut. p. Szombathely."
Régen a falvakban sok kisnemes lakott. 1910-ben Dömötörinek 433, Sorkikisfaludnak 265, Szentlérántnak 354 lakosa volt. 1939-ben a falvakat először Sorkikisfalud néven egyesítették, majd 1943-ban belügyminiszteri rendelettel a Sorkifalud nevet kapta.
Taródházán jó két éve egyetlen ember sem lakik.

## Közélete

### Polgármesterei
- 1990–1994: Nemes Lajos (független)[7]
- 1994–1998: Nemes Lajos (független)[8]
- 1998–2002: Nemes Lajos (független)[9]
- 2003–2006: Madarász Hajnalka (független)[10]
- 2006–2010: Erős Zoltán (független)[11]
- 2010–2014: Erős Zoltán (független)[12]
- 2014–2019: Erős Zoltán (független)[13]
- 2019–2024: Erős Zoltán (független)[14]
- 2024– : Baranyai Ádám (független)[1]

A településen a 2002. október 20-án esedékes önkormányzati választást nem lehetett megtartani, sem a polgármester-választás, sem a képviselő-testületi választás tekintetében, elegendő számú jelölt hiányában. Az emiatt szükségessé vált időközi választást 2003. április 27-én tartották meg, akkor már a polgármester- és a kislistás választás is eredményes volt. A polgármesteri posztért három jelölt indult, köztük a település korábbi vezetője is, de egyik kihívója egymaga is megszerezte a szavazatok több mint 50 százalékát.

## Népesség
A település népességének változása:
| Lakosok száma | 652  | 655  | 655  | 633  | 630  | 644  | 639  |
|               | 2013 | 2014 | 2015 | 2021 | 2022 | 2023 | 2024 |

A 2011-es népszámlálás során a lakosok 88,5%-a magyarnak, 0,3% németnek, 0,3% cigánynak mondta magát (11,5% nem nyilatkozott; a kettős identitások miatt a végösszeg nagyobb lehet 100%-nál). A vallási megoszlás a következő volt: római katolikus 69%, evangélikus 10,2%, református 2,6%, felekezet nélküli 1,7% (15,7% nem nyilatkozott).
2022-ben a lakosság 93,2%-a vallotta magát magyarnak, 1,6% cigánynak, 0,5% románnak, 0,3% örménynek, 0,3% ruszinnak, 0,2% horvátnak, 0,2% ukránnak, 1,1% egyéb, nem hazai nemzetiségűnek (5,6% nem nyilatkozott; a kettős identitások miatt a végösszeg nagyobb lehet 100%-nál). Vallásuk szerint 44,6% volt római katolikus, 9,8% evangélikus, 3,2% református, 0,2% izraelita, 1,3% egyéb keresztény, 3,2% egyéb katolikus, 6,5% felekezeten kívüli (31% nem válaszolt).

## Nevezetességei

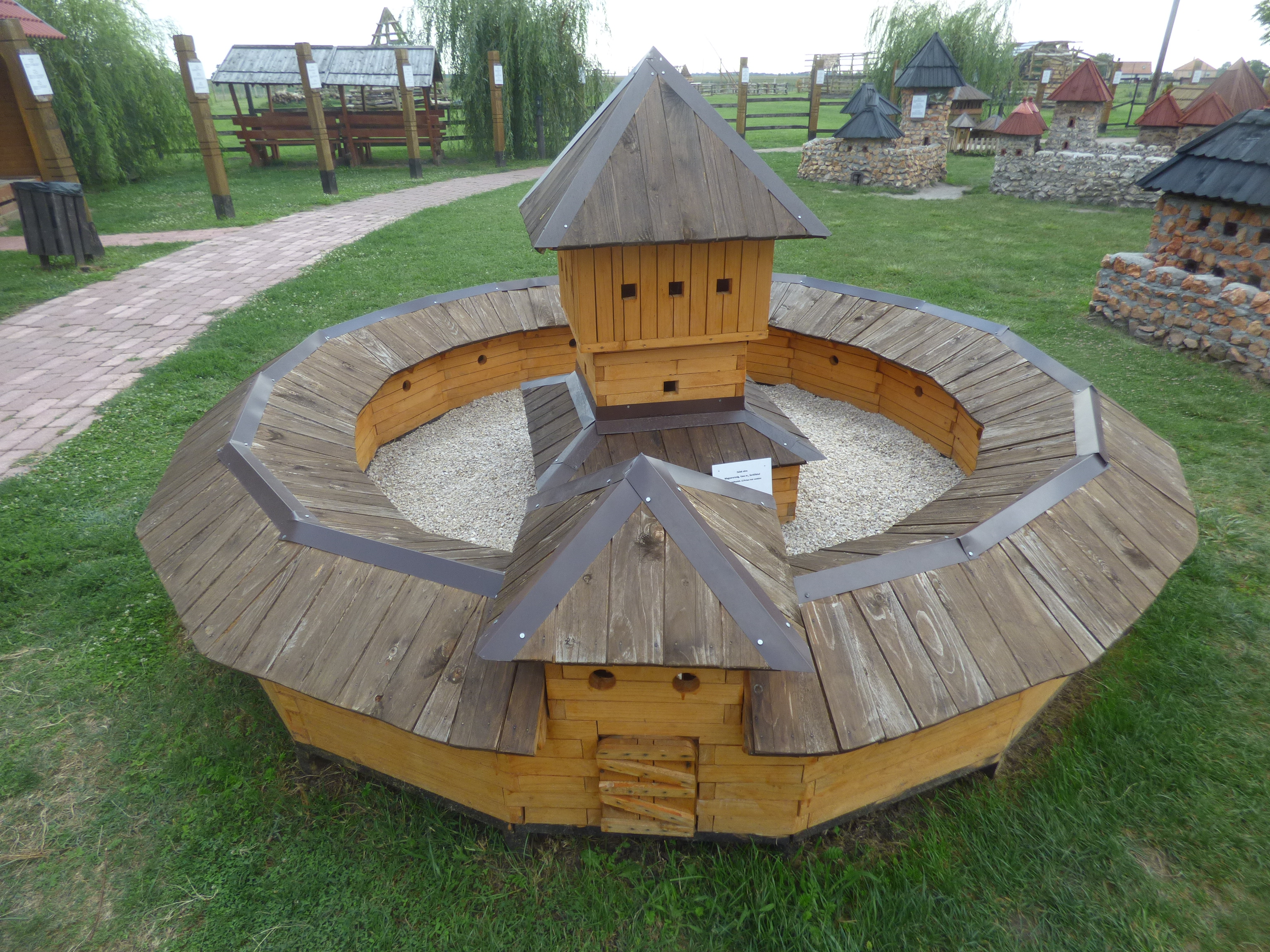
Zalak várának makettje a dinnyési Várparkban

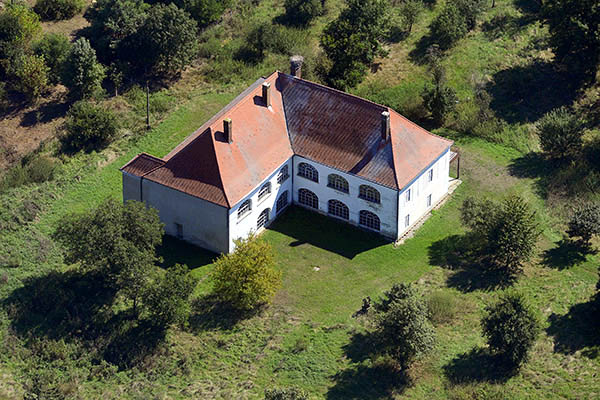
A Nádasdy-kastély

- A taródházi temetőtől nyugatra láthatók Zalak várának maradványai, a várat 1258-ban említik először, de az 1400-as évek közepén már nem használták. A vár központi része a tölgyfából ácsolt kétemeletes lakótorony lehetett.
- Taródházán áll a Nádasdy-kastély, a Nádasdy család 17. századi kastélya. Ez Nyugat-Magyarország legrégibb téglaépítésű kastélya, melynek különlegessége, hogy mindkét szintje boltíves szerkezetű.
- A szentléránti római katolikus templomot 1777 és 1782 között építették át a mai formájára. Elődje egy középkori templom volt. 1850-ben leégett, mely után a szombathelyi Brenner család tervei szerint építették újjá.
- Dömötöriben az Egerváry, Oswald és Bejczy családnak állnak kúriái, valamennyi magántulajdonban van.
- A dömötöri malomban ma lovasfogadó működik. Fedett lovardája van, melyben versenylovakat készítenek fel.
- Dömötöri és Kisfalud között áll a község hősi emlékműve, egy fehér obeliszk.

## Híres emberek
- Dömötöriben született Gyömörey Kálmán 1848-as honvéd százados, aki Perczel Mór, majd Guyon Richárd hadtestében a délvidéki harcokban vett részt.
- A taródházi temetőben nyugszik Inkey Béla (1847–1921) geológus, a magyar agrogeológiai kutatások megalapozója.
- Szentléránton született 1812-ben Saly József, évtizedekig a pesti egyetem tanácsjegyzője. 1886-ban Erzsébetfalván (a mai Pesterzsébeten) halt meg.